# Adrian Nicolae David
Adrian Nicolae David (n. 23 ianuarie 1982, Petroșani, Hunedoara, România) este un politician român care a ocupat postul de președinte al Consiliului Județean Hunedoara între iunie 2015 și iunie 2016, din partea Partidului Național Liberal.

## Studii și carieră
Adrian Nicolae David s-a născut în municipiul Petroșani, județul Hunedoara la 23 ianuarie 1982. A absolvit Facultatea de Economie și de Administrare a Afacerilor din cadrul Universității de Vest din Timișoara în 2004 și a finalizat studiile de masterat la Universitatea din Oradea în 2006. A devenit membru al Uniunii Naționale pentru Progresul României (UNPR) în 2011, iar un an mai târziu a fost ales consilier local din partea acestui partid. În 2014 s-a alăturat Partidului Național Liberal (PNL). În iunie 2015, la vârsta de 33 de ani, David l-a înlocuit ca președinte al Consiliului Județean Hunedoara pe Mircea Ioan Moloț, devenind astfel cea mai tânără persoană care să ocupe acest pentru orice județ al țării. Din decembrie 2019, ocupă poziția de administrator public al municipiului Deva.

## Viață personală
David este fiul lui Ioan David, fost comandant al Poliției Deva la începutul anilor 2000. Soția sa este magistrat și au împreună un copil. În 2016, deținea un teren agricol în satul Iscroni, Aninoasa și spații comerciale în Vulcan.
Pe 14 martie 2020, David a fost infectat cu coronavirus în timpul pandemiei din acel an; acesta participase la o ședință a Biroului Politic Național a PNL, la care a fost prezent și senatorul Virgil Chițac, un alt purtător al virusului. A fost internat la Spitalul „Victor Babeș” din Timișoara alături de primarul Devei Florin Oancea și deputatul Lucian-Ovidiu Heiuș, infectați în urma aceleiași ședințe. În urma unui alt test efectuat pe 20 martie, toți trei au fost declarați vindecați.